# Preszjan bolgár kán
Preszjan (bolgárul: Пресия̀н, Персиан vagy Персиян; †852) a dunai Bolgár Kánság kánja volt 836-tól haláláig. Jelentős területeket foglalt el Makedóniában. 

## Származása
A bizánci források szerint Preszjan apja Zvinica (Zbenitzész) volt, nagyapja pedig Omurtag kán. Régebbi vélemények szerint Preszjan azonos volt néhány évig uralkodó elődjével, Malamirral, ma azonban úgy tartják, hogy Malamir Preszjan nagybátyja lehetett. Ezt támasztja alá a vitatott hitelességű 17. századi volgai bolgár Dzsagfar tarihi krónika is, mely szerint Birdzsihan (vagyis Preszjan) Szabansa (Zvinica) fia volt.

## Uralkodása

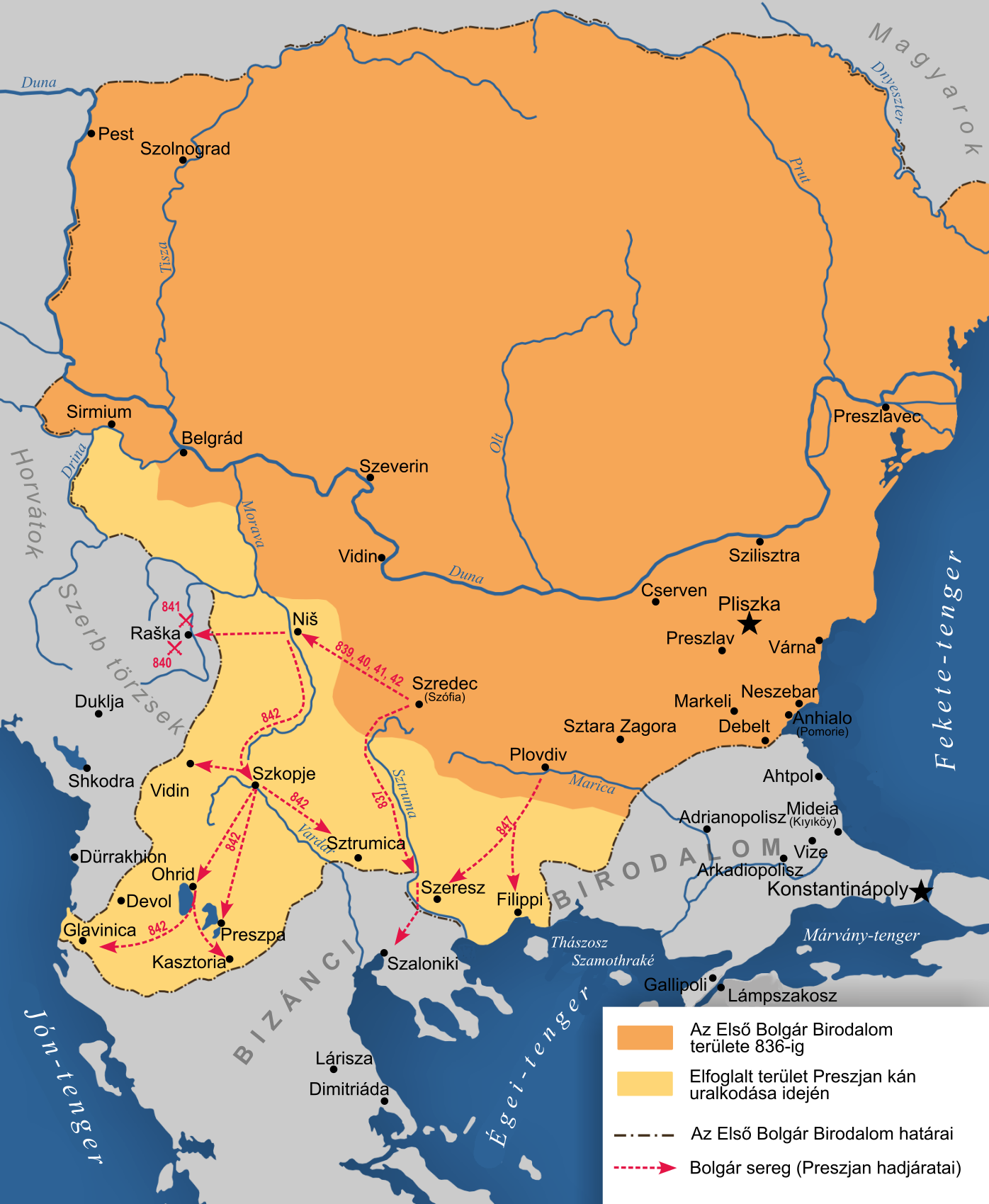
Az Első Bolgár Birodalom Preszjan idejében

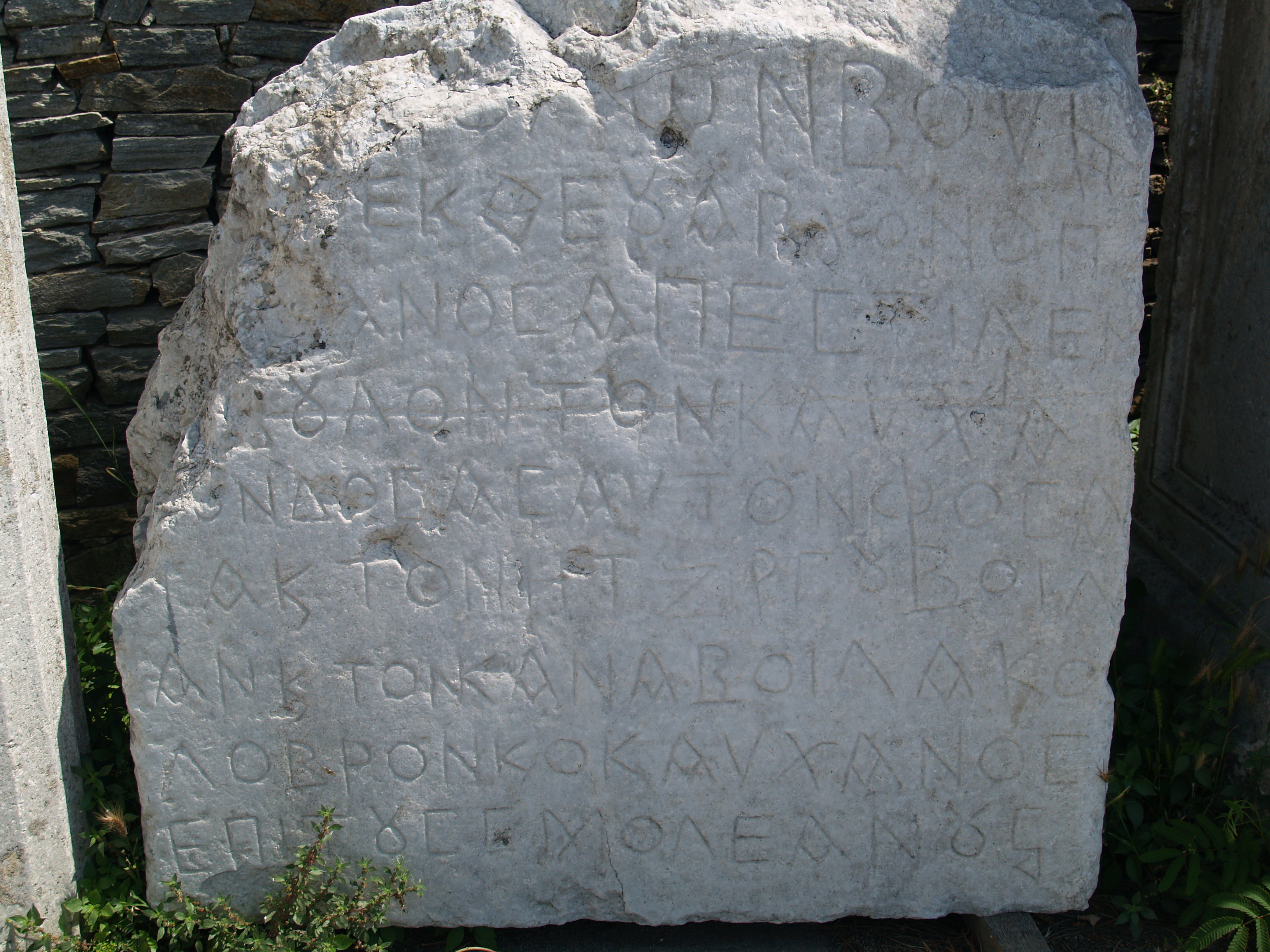
A philippi felirat első táblája (Philippi Régészeti Múzeum)

Mikor Malamir 836-os halálát követően Preszjan trónra lépett, még fiatal volt és tapasztalatlan, ezért az ország ügyeit továbbra is elődje kavhanja (vezírje), Iszbul vitte. Röviddel később, 837-ben a Thesszaloniki közelében élő szláv szmoljánok fellázadtak a bizánci uralom ellen és Theophilosz császár a bolgárok segítségét kérte ellenük. Ugyanakkor azonban a bizánci flottát északra küldte, az Al-Dunához és visszatelepítette Trákiába azt a mintegy tízezer embert, akiket még Krum kán költöztetett oda, amikor megszállta Trákiát. A bolgárok ezt ellenséges lépésnek tekintették és az etelközi magyarok segítségét kérték, de a bizánciak ennek ellenére végrehajtották a visszatelepítést. 
Iszbul megtorlásul betört Trákiába és Makedóniába és elfoglalta Philippi kikötővárosát, ahol a templomban a bolgárokat dicsőítő görög nyelvű feliratot helyezett el.
Preszjan délnyugati és nyugati irányban terjeszkedett, uralma alá vonta az ottani szláv törzseket. 839-ben megtámadta a Vlasztimir fejedelem által irányított szerbeket. Vlasztimir 830 körül egyesítette a szerb törzseket és Theophilosz császár jóváhagyásával felvette a fejedelem címet. Nyugat-Makedónia annektálását követően a bolgárok fenyegetést láttak az erős szerb államban és szükségesnek látták alávetését. A 839-ben kezdett háború három évig tartott. Preszjan kezdeti sikerei után a szerbek a hegyekbe és erdőkbe húzódva indítottak ellentámadásokat, amelyekkel a bolgárok nem tudtak mit kezdeni és végül visszavonultak.  Theophilosz 842-es halálakor békét is kötöttek és Vlasztimir egyúttal a bizánci függéstől is megszabadult.
Preszjan 852-ben halt meg. A bolgár trónon fia, I. Borisz követte. Ma az ő nevét viseli egy hegység az antarktiszi Livingston-szigeten. 

## Fordítás
- Ez a szócikk részben vagy egészben  a   Presian of Bulgaria című angol Wikipédia-szócikk ezen változatának fordításán alapul.  Az eredeti cikk szerkesztőit annak laptörténete sorolja fel. Ez a jelzés csupán a megfogalmazás eredetét és a szerzői jogokat jelzi, nem szolgál a cikkben szereplő információk forrásmegjelöléseként.

| Előző uralkodó: Malamir | Bulgária kánja 836 – 852 | Következő uralkodó: I. Borisz |